# Кварцове заповнення оболонки
Кварцове заповнення оболонки (рос. кварцевое заполнение оболочки, англ. quartz sand filling of apparatus, нім. Quarzfüllung f des Mantels — різновид вибухозахисту електрообладнання, який полягає в тому, що оболонка електрообладнання заповнюється спеціально обробленим кварцовим піском. Кварцове заповнення оболонки застосовується в рудникових пересувних трансформаторних підстанціях.